# پل کوای
پل کوای (انگلیسی: Paul Quaye؛ زادهٔ ۱۶ سپتامبر ۱۹۹۵) بازیکن فوتبال اهل غنا است که در پست هافبک دفاعی بازی می‌کند.
وی همچنین در تیم ملی فوتبال زیر ۲۰ سال غنا بازی کرده‌است.